# 克利提亚斯
克利提亚斯（英語：Kleitias），约活动于公元前6世纪前后。古希腊雅典陶瓶画家之一，为古典时代的艺术大师。“弗朗索瓦陶瓶”的彩图作者。约作于公元前570年前后，为古希腊艺术珍品。1844年在一墓葬中发现，后以发现者为其命名。现藏于意大利佛罗伦萨考古博物馆。该作表面绘有200多个人物，并署有其名，除此作外，还留存有他的6个陶瓶画作。